# کوریاژما
شهر کوریاژما (به روسی: Коряжма) در کشور روسیه و در اوبلاست آرخانگلسک واقع شده‌است.